# Прапор Срібнянського району
Пра́пор Срібня́нського райо́ну символ самоврядування Срібнянського району Чернігівської області, що затверджений четвертою сесією Срібнянської районної ради шостого скликання від 20 квітня 2011 року.

## Опис прапора
Прапор Срібнянського району являє собою прямокутне полотнище, яке складається з трьох горизонтально розташованих кольорових смуг: верхньої — синього кольору шириною в 1/3, середньої — жовтого кольору шириною в 1/3 і нижньої — зеленого кольору в 1/3 ширини прапора. 
Синій колір прапора символізує безхмарне небо і мир, жовтий колір — жовті пшеничні лани або символ достатку, зелений — надію, весну і відродження, ліси і поля.
Біля древка вертикально розміщено срібну смугу, що становить 1/8 довжини прапора, яка символізує назву районного центру — Срібне. Відношення ширини прапора до його довжини — 1:2. 
На вертикальній смузі на відстані ¼ зверху розміщено герб району.
Прапор кріпиться на держаку (флагштоку), який забарвлюється в золотистий (охра) колір.